# El Corronco
El Corronco (o lo Corrunco) és una muntanya de 2.543,3 metres que es troba entre els municipis del Pont de Suert (antic terme de Malpàs) i Vall de Boí (antic terme de Durro), a la comarca de l'Alta Ribagorça.
Aquest cim està inclòs al llistat dels 100 cims de la FEEC amb el nom de Lo Corronco.